# Касл, Уильям
Уильям Касл (англ. William Castle) — американский режиссёр. Известна его своеобразная «раскрутка» своих фильмов, в основном в жанре ужасов.

## Биография
Уильям Касл родился 24 апреля 1914 года в Нью-Йорке в еврейской семье. Касл начал свою актёрскую карьеру ещё подростком, играя на Бродвее. Работая театральным менеджером, он следил за тем, чтобы на всех представлениях «Дракулы», где играл Бэла Лугоши, в целях рекламы в зале присутствовала медицинская сестра — именно тогда Касл познакомился со старой практикой театральных шоуменов в целях рекламы и нагнетания напряжения держать у ворот театра кареты скорой помощи или демонстративно сливать в канализацию вёдра жидкости, напоминающей по виду кровь. 
Во второй половине 30-х годов он переезжает в Голливуд. В 1943 году он режиссирует свой первый фильм, а с 1947 года занимается и продюсированием. Основными жанрами, в которых он снимал фильмы, были детективы, нуары и вестерны.
С середины пятидесятых годов Касл в основном работает на телевидении. В 50-е годы американское телевидение и кино оказались в жёсткой конкуренции — телевещание предоставляло широкий диапазон развлекательных программ, которые можно было смотреть не выходя из дому, а также демонстрировало кинофильмы. Киностудии были вынуждены искать выход из ситуации, чтобы вернуть зрителей — прежде всего это выразилось в интенсивном применении цветных съемок (количество цветных фильмов заметно возросло, несмотря на их более высокую стоимость) и технологий 3-D, в мощных и более совершенных звуковых системах, которые не мог дать обычный чёрно-белый телевизор. Касл пошёл дальше, применяя в кинотеатрах старые трюки вместе с собственными наработками, добавляя в кино элемент телевизионного интерактивного общения с аудиторией. В 1958 году выходит его первый фильм ужасов под названием «Мрак». Всех зрителей, которые приходили посмотреть этот фильм, страховали на случай смерти от страха — помимо билета выдавались страховые купоны фирмы «Ллойд», а в конце сеанса значки с надписью "Я не боюсь — я ходил на «Мрак»". Вторым фильмом режиссёра был «Дом на холме ужасов». Во время показа этого фильма над зрителями во время самых напряжённых моментов фильма проносились трёхметровые пластиковые скелеты, которые были заранее привязаны к потолку (Касл называл этот эффект Emergo), что приводило в восторг молодежь, швырявшуюся в фигуры пустыми стаканами и пакетами из-под попкорна. Этот фильм свёл Касла с Винсентом Прайсом, который впоследствии сыграл в нескольких его фильмах.
Во время просмотра фильма Колющий (также «Звоночек») зрителей, сидевших в креслах, бил ток малого напряжения, так как по задумке Касла в кресла некоторых кинотеатров была проведена проводка. В нужные моменты картину останавливали, и записанный голос Винсента Прайса восклицал, что существо из кинокартины проникло в кинозал, и просил людей, ощутивших его присутствие, кричать что есть мочи. 
В фильме «13 призраков» Касл впервые появляется со словами вступления. При просмотре следующего его фильма ужасов «Убийственный» в середине показа делался так называемый Перерыв страха, в течение которого любой желающий мог спокойно уйти из кинотеатра, данный ход был рассчитан на слишком впечатлительных людей. По окончании фильма «Мистер Сардоникус» зрители могли «вживую» проголосовать с помощью карточек с люминисцирующими силуэтами большого пальца либо за смерть главного героя, либо за его жизнь и исцеление, хотя существовала только одна концовка фильма, и сам режиссёр в весьма пренебрежительном тоне предлагал зрителям отпустить Сардоникуса, больше подталкивая не щадить, так что большинство голосовало за наказание. Для показа фильма «Зотц» Касл специально приготовил монетки, которые можно было видеть в фильме, они выдавались всем купившим билет на фильм.
В 1963 году Касл снял ремейк фильма 1932 года «Старый мрачный дом». После были фильмы «Смирительная рубашка» и «Я видела, что вы сделали», которые вернули актрисе золотой эпохи Голливуда Джоан Кроуфорд былую славу. Фильмом, связанным с тематикой ужасов, стала комедия о призраках «Дух желает». 
К концу 60-х годов Касл занялся продюсированием (фильм «Ребёнок Розмари», сериал «Ghost Story»). Но в 1974 году он вновь снял фильм ужаса, получивший название «Цевьё».
Касл женился на Эллен Фальк, с которой у него было двое детей.
Скончался 31 мая 1977 года от сердечного приступа.

## Фильмография

### Режиссёр
- 1943 — Шанс всей жизни (The Chance of a Lifetime)
- 1944 — Свистун (The Whistler)
- 1944 — Метка Свистуна (The Mark of the Whistler)
- 1944 — Когда незнакомцы женятся (When Strangers Marry)
- 1944 — Таинственная гостья (Mysterious Intruder)
- 1945 — Голос Свистуна (Voice of the Whistler)
- 1945 — Предупреждение Криминального доктора (Crime Doctor's Warning)
- 1946 — Охота Криминального доктора (Crime Doctor's Man Hunt)
- 1946 — Перед самым рассветом (Just Before Dawn)
- 1947 — Игра Криминального доктора (The Crime Doctor's Gamble)
- 1949 — Джонни-стукач (Johnny Stool Pigeon)
- 1949 — Поддержка (Undertow)
- 1951 — Голливудская история (Hollywood Story)
- 1951 — Хьюстонская история (The Houston Story)
- 1951 — Новый Орлеан без цензуры (New Orleans Uncensored)
- 1951 — Толстяк (The Fat Man)
- 1953 — Форт Ти[англ.] (Fort Ti)
- 1958 — Мрак (Macabre)
- 1959 — Дом ночных призраков
- 1959 — Колющий (The Tingler)
- 1960 — 13 призраков
- 1961 — Убийственный (Homicidal)
- 1961 — Мистер Сардоникус (Mr. Sardonicus)
- 1962 — Зотц! (Zotz!)
- 1963 — Старый мрачный дом (The Old Dark House)
- 1964 — Смирительная рубашка (Strait-Jacket)
- 1964 — Ходящий в ночи (The Night Walker)
- 1965 — Я видела, что вы сделали (I Saw What You Did)
- 1966 — Давай убьём дядю (Let’s Kill Uncle)
- 1967 — Дух желает (The Spirit Is Willing)
- 1974 — Цевьё (Shanks)

### Продюсер
- 1968 — Ребёнок Розмари (Rosemary’s Baby)